# Chaetarthria hespera
Chaetarthria hespera är en skalbaggsart som beskrevs av Miller 1974. Chaetarthria hespera ingår i släktet Chaetarthria och familjen palpbaggar. Inga underarter finns listade i Catalogue of Life.